# Brian Cage
Brian Christopher Button (né le 2 février 1984) est un catcheur et culturiste américain. Il travaille actuellement à la All Elite Wrestling et la Ring of Honor, sous le nom de Brian Cage.
Il est également connu pour son apparition sous le nom de Kris Logan à la Florida Championship Wrestling (FCW).
Il a aussi travaillé à Impact Wrestling de 2018 à 2020 où il a été Impact X Division Champion et  Impact World Champion.

## Carrière

### Débuts sur le circuit indépendant (2006-2008)
Button s'entraîne auprès de Chris Kanyon en 2004 et fait ses premiers combats en 2006 sous le nom de Brian Cage dans diverses fédérations de Californie. L'année suivante, il travaille à la Deep South Wrestling, le club-école de la World Wrestling Entertainment à l'époque, où il n'a fait qu'un seul match télévisé face à Kofi Nahaje Kingston qu'il a perdu le 18 mars,.
Il retourne ensuite en Californie où le 16 février 2008, il remporte son premier titre en devenant champion worldwide internet de la All Pro Wrestling et rend ce titre le 26 avril,. Le 27 juillet 2008, il devient champion poids-lourds de la North American Wrestling, une autre fédération de Californie, et son titre est déclaré vacant le 2 novembre,.

### World Wrestling Entertainment (2008–2009)
En juin 2008, il participe à des essais pour la World Wrestling Entertainment (WWE) et dispute un match en ouverture de l'enregistrement d'ECW le 7 juin où il perd face à Jimmy Wang Yang,. Quelques jours plus tard, il signe un contrat avec la WWE qui l'envoie à la Florida Championship Wrestling (FCW), le club-école de la fédération. Il y fait ses débuts sous son nom de ring habituel le 26 août avant d'en changer pour celui de Kris Logan.
Avec Justin Angel, il remporte le 9 août le championnat par équipe de Floride de la FCW après leur victoire sur Caylen Croft et Trent Barreta et perdent ce titre deux semaines plus tard face aux frères Rotudo (Bo et Duke Rotundo),. Le 14 septembre, son renvoi est annoncé à la presse.

### Retour sur le circuit indépendant (2009-...)
Peu après son renvoi de la World Wretling Entertainment, il retourne en Californie où il remplace Zach Reeb (qui est alors champion par équipe de la Pro Wrestling Revolution avec Derek Sanders dans un match de championnat qu'ils perdent face à El Amante et Ulysses le 25 octobre.
En janvier 2010, il participe avec Shaun Ricker à un tournoi pour désigner les nouveaux champions par équipe de la Mach One Pro Wrestling qu'ils remportent le 29 janvier. Le 2 mai, il revient à la PWR et remporte avec Derek Sanders le championnat par équipe de cette fédération.
Le 23 janvier 2015, il participe à un tournoi d'une nuit pour l'International Wrestling Federation (IWF) World Championship et il bat Biff Busick pour avancer à la finale du tournoi où il bat Chris Hero, Drew Galloway et Uhaa Nation dans un Fatal Four Way Elimination Match pour devenir le premier IWF World Champion.
Le 2 septembre 2018, lors de Warrior Wrestling #2, il bat Rey Fenix et devient le premier Warrior Wrestling Champion.

### Pro Wrestling Guerrilla (2010-2017)
Il commence à travailler à la Pro Wrestling Guerrilla (PWG), une fédération de Californie, le 4 septembre 2010 où il participe au tournoi Battle Of Los Angeles 2010 et se fait éliminer au premier tour par Brandon Bonham.
Lors du 2013 Dynamite Duumvirate Tag Team Title Tournament il est associé à Michael Elgin, et lors du premier round, ils battent The Super Smash Brothers,(Player Uno et Stupefied) et remportent les PWG World Tag Team Championship, ils perdent leurs titres contre The Young Bucks en semi-final du tournoi.

### Lucha Underground (2014–2018)
Le 5 octobre 2014, il a été signalé que Cage avait signé avec la Lucha Underground. Il fait ses débuts a la fédération le 14 janvier 2015 où il bat Aero Star, Angélico et Argenis dans un 4-way Elimination Match. Bien qu'il ait commencé la nuit en apparence comme un Face dominant, à la fin du show, il attaque Prince Puma et cimente son statut de heel.
Le 25 mai 2016, il bat Chavo Guerrero Jr. et remporte le Gift of the Gods Championship.

### Impact Wrestling (2018-2020)

#### Champion de la X-Division, champion du monde de Impact et départ (2018-2020)

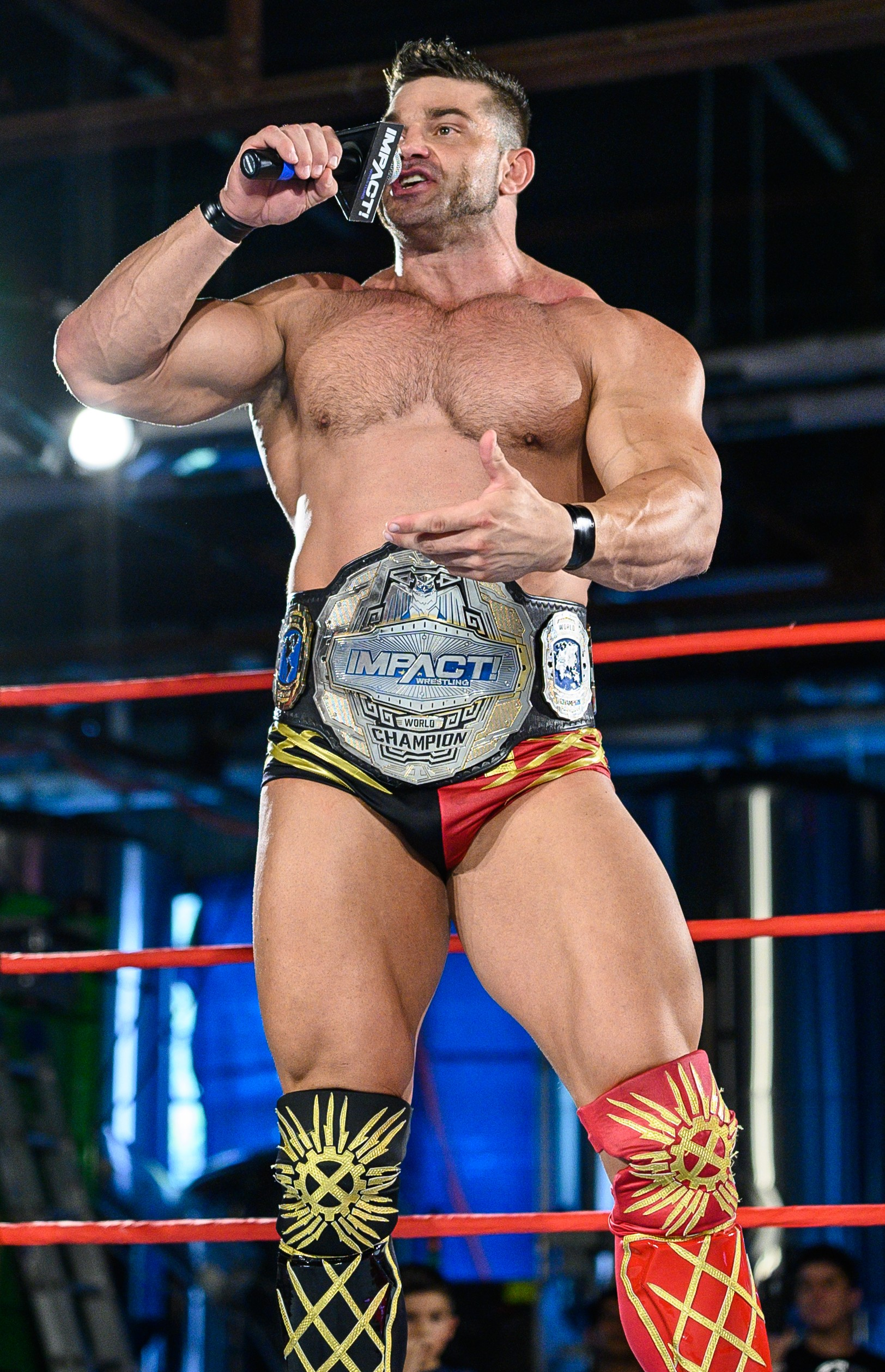
Cage en tant que champion du monde d'Impact.

Il fait ses débuts à Impact le 15 février en battant un compétiteur local.
Lors de Slammiversary XVI, il bat Matt Sydal et remporte le Impact X Division Championship.
Par la suite, il annonce qu'il utilise son "Option C" permettant à un champion de la X-Division de défier le champion du monde de Impact pour un match de championnat rendant ainsi son titre vacant.
Lors de Rebellion, il bat Johnny Impact et remporte le championnat du monde d'Impact. Après le match, il est attaqué par Michael Elgin qui fait ses débuts à IMPACT Wrestling. Lors de Slammiversary XVII, il conserve son titre contre Elgin.
Lors de Bound For Glory 2019, il conserve son titre contre Sami Callihan dans un match sans disqualification. Lors de l'Impact du 29 octobre, il perd son titre contre Callihan dans un match en cage.

### All Elite Wrestling (2020-...)

#### Champion poids-lourds FTW de la ECW (2020-2021)
Le 23 mai 2020 à Double or Nothing, il fait ses débuts au sein de la All Elite Wrestling en tant que Heel, dispute son premier match, remporte le Casino Ladder match en décrochant le jeton et devient aspirant no 1 au titre mondial.
Le 8 juillet à Fyter Fest 2020 - Tag 2, dû au fait que Jon Moxley soit absent à cause d'une possible exposition au Covid-19, Taz lui donne le titre poids-lourds FTW de la ECW, qu'il à lui même détenu lorsqu'il catchait à la Extreme Championship Wrestling. Le 15 juillet à Fight for the Fallen, il ne remporte pas le titre mondial, battu par Jon Moxley par soumission. Après le match, il agresse son adversaire, mais se fait lui aussi attaquer par Darby Allin. Deux soirs plus tard à AEW Dark, il forme une alliance avec Ricky Starks, après avoir attaqué ensemble Robert Anthony et Darby Allin, les deux catcheurs sont managés par Tazz et forment un clan appelé Team Taz.
Le 7 mars 2021 à Revolution, ils perdent face à Darby Allin et Sting dans un Street Fight match. Dix soirs plus tard à Dynamite, il effectue un Face Turn, car il dit au second catcheur que celui-ci a gagné son respect après le PPV.
Le 30 mai à Double Or Nothing, il perd face à "Hangman" Adam Page.
Le 14 juillet à Fyter Fest Night 2, il ne conserve pas sa ceinture, battu par son ancien partenaire, ce qui met fin à un règne de 377 jours. Après le combat, à la suite de sa défaite, il est renvoyé de la Team Taz.

#### Retour, Mogul Embassy, Cage of Agony, champion du monde Television de la ROH et Don Callis Family (2022-...)
Le 5 octobre 2022 à Dynamite, il fait son retour en tant que Heel, après un an et deux mois et demi d'absence, répond au défi ouvert de Wardlow pour le titre TNT, mais remporte pas la ceinture, battu par ce dernier. Le 19 novembre lors du pré-show à Full Gear, il reperd face à Ricky Starks en demi-finale du tournoi qui déterminera l'aspirant no 1 au titre mondial.
Le 7 avril 2023 à Rampage, Swerve Strickland rejoint officiellement leur clan, The Embassy, puis les deux factions fusionnent pour devenir Mogul Embassy. Le 28 mai 2023 à Double or Nothing, il ne remporte pas le titre International, battu par Orange Cassidy dans une 21-Man Battle Royal. Le 25 juin lors du pré-show à Forbidden Door, Mogul Embassy (Swerve Strickland, Bishop Kaun, Toa Liona et lui) bat Chaos (Chuck Taylor, Trent Beretta et Rocky Romero) et El Desperado dans un 8-Man Tag Team match. 
Le 3 septembre lors du pré-show à All Out, il ne remporte pas la Over Budget Battle Royal, gagnée par "Hangman" Adam Page. 
Le 3 mars 2024 à Revolution, il ne remporte pas le All-Star 8-Man Scramble match, gagné par Wardlow, et ne devient pas aspirant no 1 au titre mondial.
Le 8 mai à Dynamite, ses deux partenaires du Gates of Agony et lui mettent fin à leur alliance avec Swerve Strickland et se font désormais appeler Cage of Agony. Seize soirs plus tard lors du pré-show à Double or Nothing, les trois catcheurs perdent face à The Acclaimed (Anthony Bowens, Max Cester et "Daddy Ass" Billy Gunn dans un Trios match. 
Le 25 août lors du pré-show à All In, The Undisputed Kingdom (Matt Taven et Mike Bennett) et eux perdent face à Dustin Rhodes, Sammy Guevara, Katsuyori Shibata et The Von Erichs (Marshall et Ross) dans un 10-Man Tag Team match. 
Le 12 octobre lors du pré-show à WrestleDream, il devient le nouveau champion du monde Television  de la ROH en battant Atlantis Jr et remporte le titre pour la première fois de sa carrière. Quatre soirs plus tard à Dynamite, à la suite d'un accord pour un échange entre Jake Roberts et Don Callis, Lance Archer et lui rejoignent officiellement la Don Callis Family.

### Ring of Honor (2022-...)
Lors de Final Battle 2022, lui, Kaun et Toa Liona battent Dalton Castle et The Boys et remportent les ROH World Six-Man Tag Team Championship. Lors de Supercard Of Honor 2023, ils conservent leur titres contre AR Fox, Blake Christian et Metalik. Lors de Rampage: Grand Slam, ils perdent leur titres contre The Elite (Adam Page et Matt et Nick Jackson).
Lors du Dynamite du 1er novembre, Kaun, Toa Liona et lui battent The Elite (Adam Page et Matt et Nick Jackson) et remportent les ROH World Six-Man Tag Team Championship pour la deuxiéme fois,.

## Palmarès
- All Elite Wrestling
  - 1 fois AEW FTW Championship
  - Casino Ladder Match (2020)

- All Pro Wrestling
  - 1 fois APW Worldwide Internet Champion[60]

- Asistencia Asesoría y Administración
  - Lucha Libre World Cup: 2016 Men's division avec Chavo Guerrero Jr. et Johnny Mundo[61]

- Championship Wrestling from Hollywood
  - 1 fois NWA Heritage Tag Team Champion avec Shaun Ricker

- Dramatic Dream Team
  - 1 fois Ironman Heavymetalweight Championship[62]

- Fighting Spirit Pro
  - 1 fois FSP World Heavyweight Champion

- Florida Championship Wrestling
  - 1 fois FCW Florida Tag Team Champion avec Justin Angel[63]

- Future Stars of Wrestling
  - 1 fois FSW Heavyweight Champion[64]

- Impact ! Wrestling
  - 1 fois Impact World Champion
  - 1 fois Impact X Division Champion

- International Wrestling Federation
  - 1 fois IWF World Champion

- Lucha Underground
  - 1 fois Gift of the Gods Championship

- Main Event Wrestling
  - California Cup (2011)

- Mayhem Wrestling Entertainment
  - 1 fois MWE Heavyweight Champion

- Mach One Wrestling
  - 1 fois M1W Tag Team Champion avec Shaun Ricker
  - M1W Tag Team Championship Tournament (2010) avec Shaun Ricker

- North America Wrestling
  - 1 fois champion poids-lourds de la NAW

- Piledriver Pro Wrestling
  - 1 fois PPW Heavyweight Champion

- Pro Wrestling Guerrilla
  - 1 fois PWG World Tag Team Champion avec Michael Elgin

- Pro Wrestling Revolution
  - 1 fois PWR Junior Heavyweight Champion
  - 2 fois PWR Tag Team Champion avec Derek Sanders

- Ring of Honor
  - 2 fois ROH World Six-Man Tag Team Championship avec Kaun et Toa Liona

- WrestleCircus
  - 1 fois WC Ringmaster Championship[65]

- Warrior Wrestling
  - 1 fois Warrior Wrestling Championship (premier)

- Warrior Wrestling
  - 1 fois WSW Heavyweight Championship
  - 1 fois WSW Tag Team Championship avec Flip Gordon (actuel)

## Récompenses des magazines
- Pro Wrestling Illustrated

| Année | 2013 | 2014       | 2015 | 2016 | 2017 | 2018 | 2019 | 2020 | 2021 | 2022 | 2023       | 2024 |
| ----- | ---- | ---------- | ---- | ---- | ---- | ---- | ---- | ---- | ---- | ---- | ---------- | ---- |
| Rang  | 333  | Non classé | 78   | 95   | 105  | 118  | 48   | 51   | 83   | 250  | Non classé | 243  |